# Santiago Atitlán (kommun)
Santiago Atitlán är en kommun i Mexiko.   Den ligger i delstaten Oaxaca, i den sydöstra delen av landet, 400 km sydost om huvudstaden Mexico City.
Följande samhällen finns i Santiago Atitlán:
- Estancia de Morelos
- El Rodeo
- El Calvario
- Potrero
- Santa Cruz
- Álamo
- El Molino